# HD 13189
HD 13189 är en ensam stjärna belägen i den mellersta delen av stjärnbilden Triangeln. Den har en skenbar magnitud av ca 7,57 och kräver åtminstone en stark handkikare eller ett mindre teleskop för att kunna observeras. Baserat på parallax enligt Gaia Data Release 2 på ca 1,98 mas, beräknas den befinna sig på ett avstånd på ca 1 650 ljusår (ca 500 parsek) från solen. Den rör sig bort från solen med en heliocentrisk radialhastighet på ca +25 km/s.

## Egenskaper
Primärstjärnan HD 13189 är en orange till gul ljusstark jättestjärna av spektralklass K1 II-III 
som har förbrukat förrådet av väte i dess kärna och utvecklats bort från huvudserien. Den har en massa som är ca 2 - 7 solmassor, en radie som är ca 46 - 50 solradier och har ca 3 980 gånger solens utstrålning av energi från dess fotosfär vid en effektiv temperatur av ca 4 400 K.
Stjärnans atmosfär visar korta periodiska variationer i radiell hastighet med en primär period på 4,89 dygn. Detta beteende är typiskt för jättar av spektraltyp K som denna och är inte resultat av en planetarisk följeslagare i nära omloppsbana. Den är möjligen den mest massiva av alla kända planethållande stjärnor.

## Planetssystem
HD 13189 b är en exoplanet eller brun dvärg med massa av 8 till 20 Jupitermassor. Objekt ligger på ett genomsnittligt avstånd av 277 Gm (1,85 AE) från stjärnan, har en omloppsperiod av 472 dygn i en elliptisk bana och upptäcktes i Tautenburg, Tyskland 2005.